# Geratsried
Geratsried (mundartlich: Geəradsriəd, ouv Geəradsriəd hindəra) ist ein Gemeindeteil der Gemeinde Missen-Wilhams im bayerisch-schwäbischen Landkreis Oberallgäu.

## Geographie
Der Weiler liegt circa vier Kilometer westlich des Hauptorts Missen. Westlich der Ortschaft verläuft die Landkreisgrenze zu Trabers in der Gemeinde Stiefenhofen im Landkreis Lindau (Bodensee).

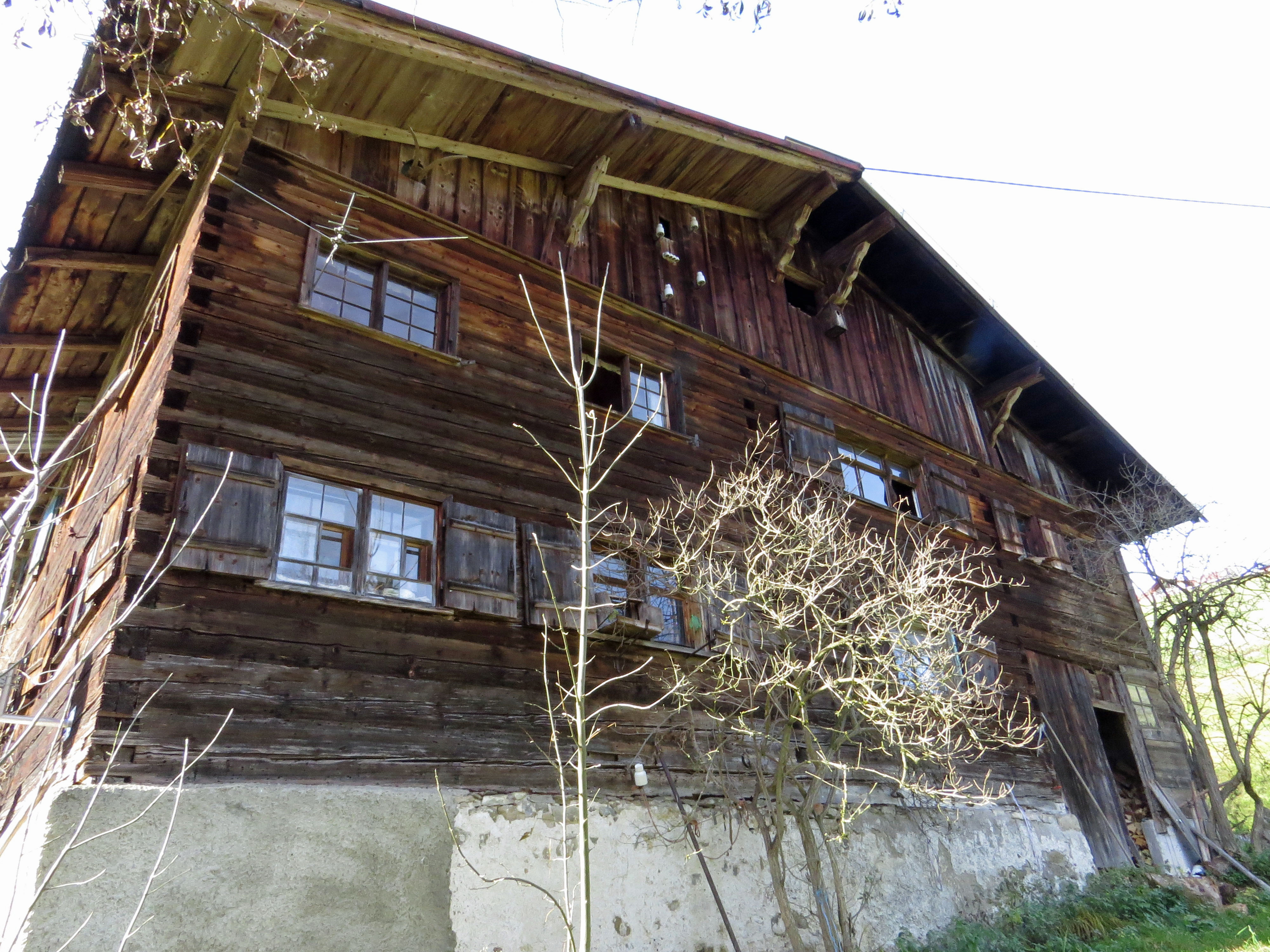
Baudenkmal in Geratsried

## Ortsname
Der Ortsname setzt sich aus dem mittelhochdeutschen Personen(kurz)namen Gērolt oder Gērī(n) sowie dem Grundwort -riet für ausgereuteter Grund (Rodung) zusammen und bedeutet somit Rodungssiedlung des Gērī(n)/Gērolt.

## Geschichte
Geratsried wurde erstmals urkundlich 1530 als Gerisried in Müsser pfarr erwähnt. Die Marienkapelle im Ort wurde im Jahr 1675 erstmals erwähnt.  1861 wurde erstmals die Sennalpe Hof in Geratsried erwähnt.

## Baudenkmäler
- Siehe: Liste der Baudenkmäler in Geratsried

## Persönlichkeiten
- Joseph Hauber (* 1766; † 1834), Maler, Radierer und Lithograph